# Château de la Devèze
Pour les articles homonymes, voir Château de la Devèze (homonymie).
Le château de la Devèze est situé sur la commune de Quissac, dans le Gard (Occitanie, France).
La maison de maître, bâtie au XVIIIe siècle comme résidence d'un ancien domaine agricole, est entourée sur plusieurs hectares d'un parc d'agrément et de terres agricoles. La première évocation d'une activité agricole sur le domaine de la Devèze remonte au XIVe siècle. Il s'agit actuellement d'une propriété privée non visitable.

## Situation
Le domaine est localisé sur les hauteurs du village de Quissac, entre le massif de Coutach et la rive droite du Vidourle. L'ancienne route de Montpellier à Sauve sillonne à proximité dans la vallée, reliant le château de la Devèze aux mas de Planque et Fonsange. Le domaine de la Devèze est mentionné sur la carte de Cassini, puis sur les plans du cadastre napoléonien (1809) ainsi que sur les cartes d'état major (XIXe).

## Histoire
L'acte le plus ancien concernant la métairie de la Devèze (anciennement mas de Villasses), rattachée à la seigneurie de Saint-Nazaire-des-Gardies, remonte à l'année 1375. L'élevage ovin et l'exploitation du bois y sont pratiqués. En janvier 1483, l'inventaire du notariat de Sauve fait état d'élevage dans le "patus du Coutach" par Faustin Devèze, fils de Jean Devèze. La famille Devèze, métayers sur le mas et les aires de pâturage alentour, donne (ou emprunte) son nom au lieu. La famille y exerce les métiers de berger et de cardeur de laine, le mas est spécialisé dans la production textile.
Durant les guerres de Religion, le château se situe à la frontière entre la zone catholique (littoral et plaine) et la zone protestante (cévenole).
La métairie de la Devèze est acquise des Grégoire de Saint-Nazaire-des-Gardies, par Hercule Duranc de Vézénobres, seigneur de Ferrières, le 21 septembre 1660. Par la suite, le domaine reste rattaché à la baronnie de Sauve, et par alliance devient propriété des comtes de Banne d'Avéjan.
À partir du XVIIIe siècle, le domaine appartient à la famille de Fesquet qui en fait d'abord usage de résidence secondaire puis prend le statut de propriétaire exploitant,. La famille de Fesquet est probablement à l'origine de l'architecture actuelle du château et de l'aménagement du parc.
La famille Amidieu du Clos se lie aux De Fesquet à l'occasion du mariage de Marguerite de Fesquet avec Pierre Amidieu du Clos en 1907. Ces premiers deviendront propriétaires du domaine à la fin des années 70. Dans la seconde partie du XXe siècle, le château donne son nom au nouveau quartier de la Devèze au sud ouest de Quissac, bâti sur les terres du domaine. En 1997 le château est vendu à la famille Ducastel.

## Architecture
Le château est orienté Est-Ouest et s'appuie sur les contreforts du massif de Coutach. Contre la façade Ouest, donnant sur cour, est accolée une citerne enterrée de collecte des eaux pluviales. La construction de cet ouvrage aurait été réalisée au XIXe siècle sous les conseils de l'abbé Jean-Baptiste Paramelle, dont le nom fut donné à l'éolienne et à la traverse à l'entrée du Domaine. La tour comprend une salle de réception et l'escalier principal aux plafonds voûtés, l'actuelle aile nord ainsi que les étages supérieurs. C'est la partie la plus ancienne du château. La construction de l'aile sud semble dater de la première partie du XIXe, ainsi que celle du cuvage (bâtiment agricole lieu de vinification) attenant.
Les travaux les plus récents ont entrainé la séparation physique du corps de ferme et du château et la construction d'une véranda.

## Étymologie
Le mot devèze est un toponyme fréquent dans le Midi de la France. Issu du latin defensum ("chose interdite"), le terme fut décliné dans différentes langues régionales et se retrouve sous la forme de devesa en catalan, devèse en langue d'oc ou devez en occitan. Il définit une zone en défens, un bois ou un pâturage soumis à la réglementation.